# Slag om de Seelower Höhen
De Slag om de Seelower Hoogten was een veldslag in de Tweede Wereldoorlog aan het oostfront nabij het Duitse stadje Seelow. De Seelower Hoogten was een van de laatste grote verdedigingslinies van de Duitsers voor Berlijn. De veldslag vond plaats over 3 dagen vanaf 16 - 19 april 1945. Ongeveer 1 miljoen soldaten van het 1e Wit-Russische Front onder leiding van Maarschalk Georgi Zjoekov vielen de stellingen (die bekendstonden als de poorten naar Berlijn) aan. Deze werden verdedigd door ongeveer 110.000 man van het 9e Leger onder leiding van generaal Theodor Busse, onderdeel van Heeresgruppe Weichsel.
Gevolg van deze slag was de omsingeling van het 9e Leger en de Slag om Halbe waarin het vernietigd werd.

## Opbouw
Op 9 april 1945 werd Königsberg in Oost-Pruisen veroverd door het Sovjetleger. Dit stelde het 2e Wit-Russische Front onder maarschalk Konstantin Rokossovsky in staat om naar de oostelijke oever van de Oder op te trekken. In de eerste twee weken van april voerden de Sovjets hun snelste herschikking van het front van de oorlog uit. Het 2e Wit-Russische Front loste het 1e Wit-Russische Front af in hun posities langs de Oder tussen Schwedt en de Oostzee. Dit stelde het 1e Wit-Russische Front in staat om zich te concentreren op het zuidelijke deel van haar voormalige front, tegenover de Seelower Hoogten. In het zuiden verschoof het 1e Oekraïense Front onder maarschalk Ivan Konev haar zwaartepunt van Opper-Silezië naar het noordwesten, langs de rivier de Neisse.
De drie Sovjetfronten beschikten samen over 2.500.000 man, 6.250 tanks, 7.500 vliegtuigen, 41.600 artilleriestukken en mortieren, 3.255 op vrachtwagens gemonteerde Katjoesja raketwapens en 95.383 motorvoertuigen.
Het 1e Wit-Russische Front had negen reguliere en twee tanklegers, bestaande uit 77 infanteriedivisies, twee cavaleriekorpsen, vijf tankkorpsen en twee gemechaniseerde korpsen, acht artilleriedivisies en een Garde mortierdivisie en een mix van overige artillerie- en raketlanceerbrigades. Het front had 3.059 tanks en zelfrijdend geschut en 18.934 artilleriestukken en mortieren. Acht van de elf legers waren gelegerd langs de Oder. In het noorden bezetten het 61e Leger en het 1e Poolse Leger de rivieroever van Schwedt tot aan het Finowkanaal. In het bruggenhoofd bij Küstrin waren het 47e Leger, 3e Stootleger, 5e Stootleger en 8e Gardeleger voor het offensief samengebracht. Het 69e Leger en 33e Leger lagen langs de rivieroever ten zuiden van Guben. Het 1e Garde Tankleger, 2e Garde Tankleger en het 3e Leger vormden de reserve. Het 5e Stootleger en het 8e Gardeleger lagen direct tegenover het sterkste deel van de verdedigingslinie, op de plek waar de snelweg naar Berlijn door de Seelower Hoogten loopt.
Het Duitse 9e Leger bezette het front van het Finowkanaal tot aan Guben, een gebied waar de Seelower Hoogten in lagen. Het had 14 divisies, de "Vesting" Frankfurt, 587 tanks (512 inzetbaar, 55 in reparatie, 20 onderweg) en 2.625 artilleriestukken (waaronder 695 luchtdoelkanonnen). Verder naar het zuiden bevond zich het 4e Pantserleger, wat zich tegenover het 1e Oekraïense Front had ingegraven.
Generaal Gotthard Heinrici verving op 20 maart Heinrich Himmler als commandant van Legergroep Weichsel. Hij voorspelde dat het zwaartepunt van het Sovjetoffensief langs de snelweg naar Berlijn in de Seelower Hoogten zou liggen. Hij besloot de rivieroever maar licht te verdedigen, maar de Seelower Hoogten te versterken. De heuvels rondom Seelow liggen 48 meter boven de Oder en kijken waar de snelweg loopt op de rivier neer. Heinrici besloot andere delen van het front te verzwakken om meer troepen samen te krijgen in de heuvels. De riviervlakte van de Oder was reeds zeer vochtig door de dooi, maar Duitse genietroepen lieten er ook water in lopen vanuit een verder stroomopwaarts gelegen reservoir, waardoor de vlakte in een moeras veranderde. Achter de heuvels liet Heinrici drie verdedigingslinies aanleggen. De achterste was de Wotanlinie, ongeveer 16 tot 24 kilometer achter de frontlinie gelegen. Deze linies bestonden uit anti-tankgreppels, anti-tankkanonnen en een netwerk van loopgraven en bunkers.

## Veldslag

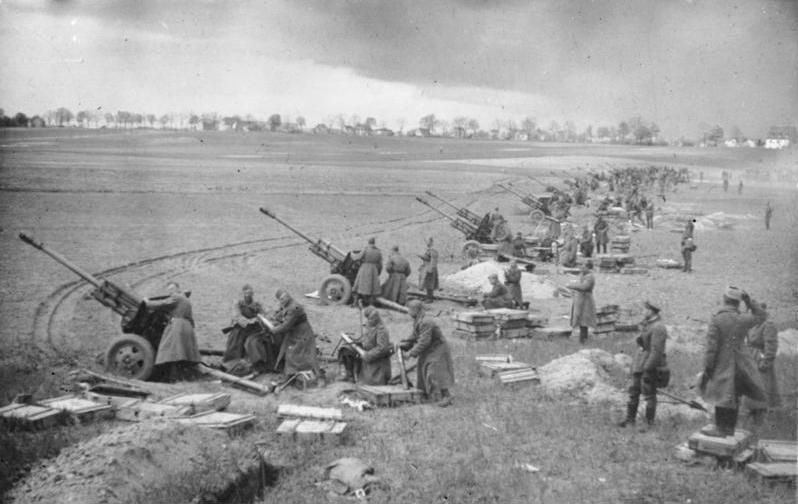
Sovjetartillerie beschiet de Duitse posities op de Seelower Hoogten.

Het Sovjetoffensief begon in de vroege ochtend van 16 april met een zware beschieting door duizenden artilleriestukken en Katjoesja raketwerpers. Ruim voor zonsopgang stak het 1e Wit-Russische Front de Oder over en het 1e Oekraïense Front de Neisse. De eerstgenoemde was de sterkere troepenmacht, maar het had ook de zwaardere opdracht omdat het het tegen de sterkste Duitse posities op moest nemen. 
De aanval van het 1e Wit-Russische Front begon met een zware artilleriebeschieting. Heinrici had echter de aanval verwacht en zijn troepen teruggetrokken uit de eerste lijn loopgraven, vlak voordat de Sovjetartillerie hen zou hebben vernietigd. Verder bleek de moerassige grond een flinke hindernis te vormen en een Duitse artilleriebeschieting veroorzaakte veel slachtoffers aan Sovjetzijde. Gefrustreerd door de weinige vooruitgang, besloot Zjoekov zijn reservetroepen in te zetten, die eigenlijk pas ingezet zouden worden in het geval van een doorbraak. Aan het begin van de avond was men 4 tot 6 kilometer opgeschoven, maar was de tweede Duitse verdedigingslinie nog intact. Zjoekov moest dan ook toegeven dat de veldslag nog niet volgens plan verliep. In het zuiden boekte Konevs 1e Oekraïense Front meer voortgang. Om Zjoekov te motiveren liet Stalin hem weten dat hij Konev toestemming zou geven richting Berlijn op te trekken.
De volgende dag zetten de troepen van het 1e Wit-Russische Front hun aanval voort. Toen de nacht viel op 17 april, was de Duitse tweede verdedigingslinie doorbroken door het 5e Stootleger en het 2e Garde Tankleger. Het 8e Gardeleger en 1e Garde Tankleger konden hiervan profiteren door op andere plekken door te breken. Het 47e Leger en het 3e Stootleger wisten nog eens 4 tot 8 kilometer op te rukken.
In het zuiden drong het 1e Oekraïense Front het Duitse 4e Pantserleger steeds verder terug en de linkerflank van Legergroep Midden begon het te begeven. Generaal Ferdinand Schörner hield zijn twee reserve pantserdivisies echter in het midden, in plaats van deze het 4e Pantserleger te laten ondersteunen. Langzamerhand werden de posities van zowel Legergroep Weichsel en het midden en rechterflank van Legergroep Midden onhoudbaar. Tenzij zij samen met het 4e Pantserleger naar achteren zouden trekken, liepen ze het risico omsingeld te worden. Hierdoor vormde Konevs aanval op Legergroep Midden ten zuiden van de Seelower Hoogten een groot gevaar voor Legergroep Weichsel. 
Op 18 april wisten de Sovjetlegers verder op te rukken, zij het met zware verliezen. De Seelower Hoogten werd aan de noordkant gepasseerd, waarbij de Sovjettroepen te maken kregen met tegenaanvallen van de Duitse reserve-eenheden, waaronder de 23e SS Panzergrenadier Divisie Nederland. Bij het vallen van de nacht was de rechterflank 3 tot 5 kilometer opgerukt en het midden 3 tot 8 kilometer. Het 1e Wit-Russische Front had de laatste Duitse verdedigingslinie bereikt.
Op 19 april brak het 1e Wit-Russische Front door de laatste Duitse linie in de Seelower Hoogten en bevonden zich niets meer dan enkele zeer verzwakte Duitse formaties tussen hen en Berlijn. De restanten van het 9e Leger en het 4e Pantserleger werden omsingeld door het 1e Wit-Russische Front en elementen van het 1e Oekraïense Front, dat naar het noorden was afgebogen. Andere eenheden van het 1e Oekraïense Front trokken naar het westen voor een ontmoeting met de Amerikaanse troepen. Tegen het einde van 19 april was de Duitse oostelijke frontlinie feitelijk opgeheven en waren er enkel wat kleine verzetshaarden overgebleven.

## Nasleep

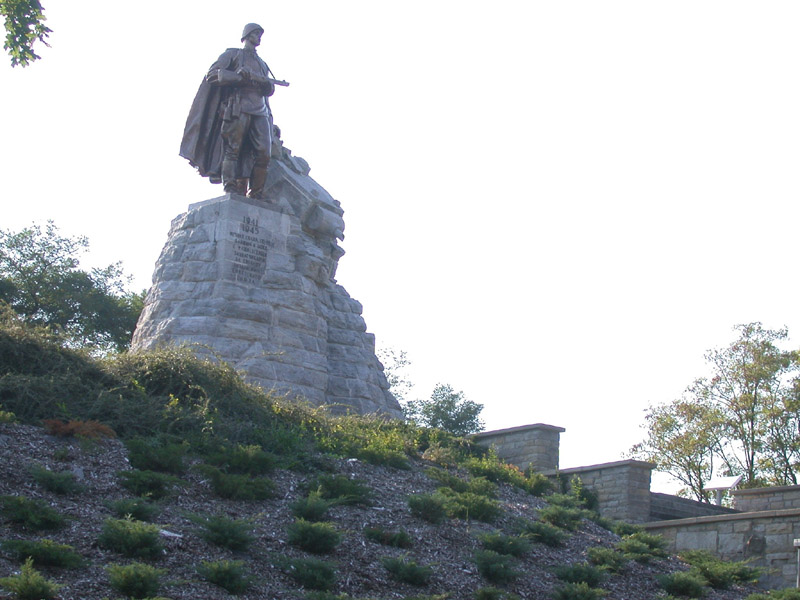
Herdenkingsmonument van de Sovjets op de Seelower Hoogten.

Als gevolg van het succes van het 1e Wit-Russische Front in de Seelower Hoogten werden de meeste eenheden van het Duitse 9e Leger omsingeld voordat zij zich terug konden trekken naar Berlijn. De stad was daardoor enkel verdedigd door gebroken formaties, de Volkssturm, politie-eenheden en luchtdoeleenheden, waardoor het Rode Leger de stad binnen tien dagen kon innemen.
De verdedigingslinie in de Seelower Hoogten was de laatste versterkte positie buiten Berlijn. Vanaf 19 april lag de weg naar Berlijn, zo'n 90 kilometer naar het westen, volledig open. Vier dagen later was de stad omsingeld en de Slag om Berlijn begonnen. Binnen twee weken was Adolf Hitler dood en de oorlog in Europa nagenoeg voorbij.